# Бруклін Нетс
«Бруклін Нетс» (англ. Brooklyn Nets) - професійна баскетбольна команда, заснована 1967 року, з 2012 року базується в окрузі Бруклін міста Нью-Йорка.
До того (з 1977 року) була відома як «Нью-Джерсі Нетс» та, відповідно, розміщувалася у штаті Нью-Джерсі, більшу частину цього часу (1981–2010) базувалася в місті Іст-Ротерфорд.
Команда змагається Атлантичному дивізіоні Східної конференції НБА. 
Домашнім майданчиком для «Нетс» є Барклайс-центр.

## Статистики
‘‘ В = Виграші, П = Програші, П% = Процент виграних матчів’’
| Сезон                                  | В    | П    | П%   | Плейоф                                                                                                  | Результати                                                                                          |
| -------------------------------------- | ---- | ---- | ---- | --- | --------------------------------------------------------------------------------------------------- |
| Нью-Джерсі Американс (АБА)             |      |      |      | | |
| 1967-68                                | 36   | 43   | .456 | | |
| Нью-Йорк Нетс                          |      |      |      | | |
| 1968-69                                | 17   | 61   | .218 | | |
| 1969-70                                | 39   | 45   | .464 | Програли в першому раунді                                                                               | Кентуккі 4, Нью-Йорк 3                                                                              |
| 1970-71                                | 40   | 44   | .476 | Програли в першому раунді                                                                               | Вірджинія 4, Нью-Йорк 2                                                                             |
| 1971-72                                | 44   | 40   | .524 | Виграли в першому раунді Виграли в півфіналі АБА Програли в Півфіналі АБА                               | Нью-Йорк 4, Кентуккі 2 Нью-Йорк 4, Вірджинія 2 Індіана 4, Нью-Йорк 2                                |
| 1972-73                                | 30   | 54   | .357 | Програли в першому раунді                                                                               | Кароліна 4, Нью-Йорк 1                                                                              |
| 1973-74                                | 55   | 29   | .655 | Виграли в першому раунді Виграли в півфіналі АБА Виграли в Півфіналі АБА                                | Нью-Йорк 4, Вірджинія 1 Нью-Йорк 4, Кентуккі 0 Нью-Йорк 4, Юта 1                                    |
| 1974-75                                | 58   | 26   | .690 | Програли в першому раунді                                                                               | Сент-Луїс 4, Нью-Йорк 1                                                                             |
| 1975-76                                | 55   | 29   | .655 | Виграли в півфіналі АБА Виграли в Півфіналі АБА                                                         | Нью-Йорк 4, Сан-Антоніо 3 Нью-Йорк 4, Денвер 2                                                      |
| Нью-Йорк Нетс (НБА) (включує В/П суми) |      |      |      | | |
| 1976-77                                | 22   | 60   | .268 | | |
| Нью-Джерсі Нетс                        |      |      |      | | |
| 1977-78                                | 24   | 58   | .293 | | |
| 1978-79                                | 37   | 45   | .451 | Програли в першому раунді                                                                               | Філадельфія 2, Нью-Джерсі 0                                                                         |
| 1979-80                                | 34   | 48   | .415 | | |
| 1980-81                                | 24   | 58   | .293 | | |
| 1981-82                                | 44   | 38   | .537 | Програли в першому раунді                                                                               | Вашингтон 2, Нью-Джерсі 0                                                                           |
| 1982-83                                | 49   | 33   | .598 | Програли в першому раунді                                                                               | Нікс 2, Нью-Джерсі 0                                                                                |
| 1983-84                                | 45   | 37   | .549 | Виграли в першому раунді Програли в півфіналі конференції                                               | Нью-Джерсі 3, Філадельфія 2 Мілвокі 4, Нью-Джерсі 2                                                 |
| 1984-85                                | 42   | 40   | .512 | Програли в першому раунді                                                                               | Детройт 3, Нью-Джерсі 0                                                                             |
| 1985-86                                | 39   | 43   | .476 | Програли в першому раунді                                                                               | Мілвокі 3, Нью-Джерсі 0                                                                             |
| 1986-87                                | 24   | 58   | .293 | | |
| 1987-88                                | 19   | 63   | .232 | | |
| 1988-89                                | 26   | 56   | .317 | | |
| 1989-90                                | 17   | 65   | .207 | | |
| 1990-91                                | 26   | 56   | .317 | | |
| 1991-92                                | 40   | 42   | .488 | Програли в першому раунді                                                                               | Клівленд 3, Нью-Джерсі 1                                                                            |
| 1992-93                                | 43   | 39   | .524 | Програли в першому раунді                                                                               | Клівленд 3, Нью-Джерсі 2                                                                            |
| 1993-94                                | 45   | 37   | .549 | Програли в першому раунді                                                                               | Нью-Йорк 3, Нью-Джерсі 1                                                                            |
| 1994-95                                | 30   | 52   | .366 | | |
| 1995-96                                | 30   | 52   | .366 | | |
| 1996-97                                | 26   | 56   | .317 | | |
| 1997-98                                | 43   | 39   | .524 | Програли в першому раунді                                                                               | Чикаго 3, Нью-Джерсі 0                                                                              |
| 1998-99                                | 16   | 34   | .320 | | |
| 1999-00                                | 31   | 51   | .378 | | |
| 2000-01                                | 26   | 56   | .317 | | |
| 2001-02                                | 52   | 30   | .634 | Виграли в першому раунді Виграли в півфіналі конференції Виграли в фіналі конференції Програли в фіналі | Нью-Джерсі 3, Індіана 2 Нью-Джерсі 4, Горнетс 1 Нью-Джерсі 4, Бостон 2 Лос-Анджелес 4, Нью-Джерсі 0 |
| 2002-03                                | 49   | 33   | .598 | Виграли в першому раунді Виграли в півфіналі конференції Виграли в фіналі конференції Програли в фіналі | Нью-Джерсі 4, Мілвокі 2 Нью-Джерсі 4, Бостон 0 Нью-Джерсі 4, Детройт 0 Сан-Антоніо 4, Нью-Джерсі 2  |
| 2003-04                                | 47   | 35   | .573 | Виграли в першому раунді Програли в півфіналі конференції                                               | Нью-Джерсі 4, Нью-Йорк 0 Детройт 4, Нью-Джерсі 3                                                    |
| 2004-05                                | 42   | 40   | .512 | Програли в першому раунді                                                                               | Маямі 4, Нью-Джерсі 0                                                                               |
| 2005-06                                | 49   | 33   | .598 | Виграли в першому раунді Програли в півфіналі конференції                                               | Нью-Джерсі 4, Індіана 2 Маямі 4, Нью-Джерсі 1                                                       |
| 2006-07                                | 41   | 41   | .500 | Виграли в першому раунді Програли в півфіналі конференції                                               | Нью-Джерсі 4, Торонто 2 Клівленд 4, Нью-Джерсі 2                                                    |
| 2007-08                                | 34   | 48   | .415 | | |
| 2008-09                                | 34   | 48   | .415 | | |
| 2009-10                                | 12   | 70   | .146 | | |
| 2010-11                                | 24   | 58   | .293 | | |
| 2011-12                                | 22   | 44   | .333 | | |
| Бруклін Нетс                           |      |      |      | | |
| 2012-13                                | 49   | 33   | .598 | Програли в першому раунді                                                                               | Чикаго 4, Бруклін 3                                                                                 |
| 2013-14                                | 44   | 38   | .537 | Виграли в першому раунді Програли в півфіналі конференції                                               | Бруклін 4, Торонто 3 Маямі 4, Бруклін 1                                                             |
| 2014-15                                | 38   | 44   | .463 | Програли в першому раунді                                                                               | Атланта 4, Бруклін 2                                                                                |
| 2015-16                                | 21   | 61   | .256 | | |
| 2016-17                                | 20   | 62   | .244 | | |
| 2017-18                                | 28   | 54   | .341 | | |
| 2018-19                                | 42   | 40   | .512 | Програли в першому раунді                                                                               | Філадельфія 4, Бруклін 1                                                                            |
| Сума                                   | 1824 | 2399 | .430 | | |
| Плейоф                                 | 98   | 111  | .468 | | |